# Plaguewielder
Plaguewielder je osmi studijski album norveškog black metal-sastava Darkthrone. Album je 10. rujna 2001. godine objavio Moonfog Productions, diskografska kuća kojom je rukovodio Satyr Wongraven iz sastava Satyricon. Godine 2011. album ponovno objavljuje Peaceville Records te tu inačicu albuma krasi nova naslovnica. Ponovno objavljena inačica albuma također uključuje i drugi CD s auditivnim komentarima članova sastava.

## Popis pjesama
Tekstovi: Fenriz. 
| 1.    | »Weakling Avenger« | Nocturno Culto | 7:55 |
| 2.    | »Raining Murder«   | Nocturno Culto | 5:14 |
| 3.    | »Sin Origin«       | Fenriz         | 6:45 |
| 4.    | »Command«          | Nocturno Culto | 8:02 |
| 5.    | »I, Voidhanger«    | Nocturno Culto | 5:38 |
| 6.    | »Wreak«            | Nocturno Culto | 9:16 |
| 42:50 |                    |                |      |

## Zasluge
Darkthrone
- Nocturno Culto – gitara, bas-gitara, vokali
- Fenriz – bubnjevi

Dodatni glazbenici
- Apollyon – dodatni vokali na pjesmi "Command"
- Sverre Dæhli – dodatni vokali na pjesmi "Command"

Ostalo osoblje
- Dag Stokke – inženjer zvuka
- Fernander F. Flux – naslovnica, dizajn